# Luisa van Clewe
Luisa van Clewe (* 24. Februar 2003 in Bocholt) ist eine deutsche Volleyballspielerin.

## Karriere
Van Clewe spielte in ihrer Jugend Volleyball beim SV Blau-Weiß Dingden. 2018 wechselte die Mittelblockerin zum Bundesstützpunkt VCO Münster, wo sie in der 3. Liga West spielte. Mit einem Zweitspielrecht kam sie 2020/21 auch beim Zweitligisten BSV Ostbevern zum Einsatz. 2021/22 spielte sie mit dem Juniorinnenteam des VC Olympia Berlin in der 2. Bundesliga. Im April 2022 wurde van Clewe für drei Jahre vom Bundesligisten USC Münster verpflichtet. Wegen einer Schulterverletzung während der Saisonvorbereitung fiel van Clewe für mehrere Monate aus und kam erst im Januar 2023 erstmalig zum Bundesliga-Einsatz. 2025 stand sie mit dem Verein aus Westfalen im deutschen Pokalfinale. Anschließend wechselte sie zum Ligakonkurrenten SSC Palmberg Schwerin.
Van Clewe spielte auch in der deutschen Juniorinnen-Nationalmannschaft. Seit Mai 2023 kommt sie auch in der deutschen A-Nationalmannschaft zum Einsatz.